# Mohammed Nasif Kheirbek
 (août 2023).
Le contenu est difficilement compréhensible vu les erreurs de traduction, qui sont peut-être dues à l'utilisation d'un logiciel de traduction automatique.
Mohammed Nassif Kheirbek est né le 10 avril 1937 à Homs est un ancien directeur de la sécurité interne et de la sécurité générale syrienne et vice-président adjoint pour les questions de sécurité.

## Famille
Il est un membre de la tribu Kalabiya alaouite, à laquelle appartient Bachar al-Assad. Le Kheirbek et la famille Assad sont également liées par le mariage. Un parent est marié à l'une des filles de Rifaat al-Assad. Mohammed est l'actuel chef du puissant clan Kheirbek qui sont représentés à travers le parti Baas et les appareils de sécurité. Son fils Fouad Nassif Kheirbek est l'actuel chef de la direction de la sécurité interne de l'Direcotrate général de sécurité.

## Carrière
Kheirbek était un conseiller très proche de la fin du président syrien Hafez al-Assad et a servi pendant les années 1990 à la tête de la Direction de la sécurité interne de la Direction de la sécurité générale. Il était une figure centrale dans les relations avec l'Iran et les milices chiites libanaises,. En 1999, il a été nommé directeur adjoint de la Direction générale de la sécurité, puis en 2005 est devenu le vice-président adjoint pour les affaires de sécurité. Deux ans plus tard, les États-Unis ont gelé ses avoirs pour aider le gouvernement à des problèmes de comportement de la Syrie, qui comprenait un soutien du terrorisme international, la poursuite des armes de destruction massive, et la remise en cause des efforts déployés en Irak. Il a également été signalé dans 2007 devrait être titulaire du portefeuille Liban de la Syrie.

## Guerre civile syrienne
En mai 2011, Kheirbek a été sanctionnée par l'Union européenne pour l'utilisation de la violence contre des manifestants participant à la guerre civile syrienne. Le mois suivant, il aurait voyagé en Iran pour rencontrer le général Qasem Soleimani, commandant de la Force Al Qods, une division de l'Iran islamique Gardiens de la Révolution (IRGC), qui mène des opérations spéciales en dehors de l'Iran. Ils auraient discuté de la création d'une route d'approvisionnement qui permettrait à l'Iran de transférer du matériel militaire directement à la Syrie par le biais d'une nouvelle base militaire à l'aéroport de Lattaquié.